# Plagusia squamosa
Plagusia squamosa (Herbst, 1790) è un granchio della famiglia Plagusiidae.

## Descrizione

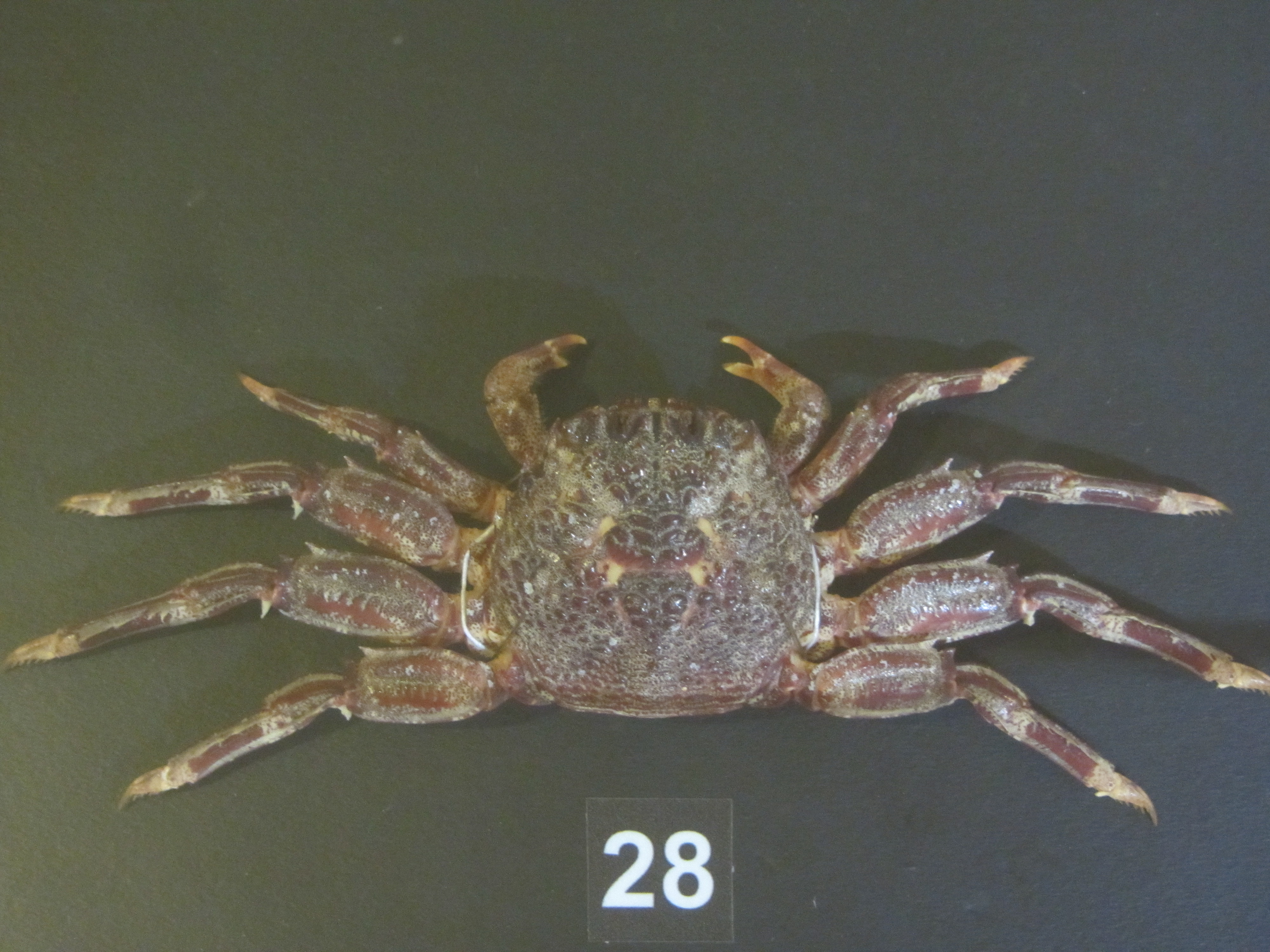

Ha un carapace subcircolare, depresso, lungo sino a 45 mm, di colore grigio-verdastro, con chiazze bluastre in posizione mediana, ricoperto di tubercoli granulari e squamiformi; i chelipedi sono sub-eguali, più grandi nei maschi che nelle femmine; presentano quattro paia di toracopodi grandi, robusti, rugosi, ornati di setole, di colore bruno-rossastro; il terzo paio è più lungo degli altri.

## Distribuzione e habitat
La specie è diffusa nell'Indo-Pacifico ove popola la zona intertidale, trovando riparo tra rocce e coralli.
 
È nota la sua capacità di aggrapparsi agli scafi delle imbarcazioni, al seguito delle quali ha spesso colonizzato nuovi territori.
È probabilmente questo il meccanismo con il quale si è introdotto nel mar Mediterraneo, ove è stato segnalato per la prima volta nel 1981, sulle coste del Libano; successivamente popolazioni stabili sono state osservate anche in Libia e Tunisia.